# Greenpeace
Greenpeace – międzynarodowa organizacja pozarządowa, działająca na rzecz ochrony środowiska z lokalnymi biurami w ponad 55 krajach, a także oddziałem międzynarodowym w Amsterdamie. Założona w 1971 w Vancouver w Kanadzie, by przeciwstawić się amerykańskim testom atomowym na Alasce. Aktualnie celem Greenpeace jest zapewnienie Ziemi jak największej różnorodności biologicznej. Greenpeace stara się zmienić podejście i zachowanie rządów, wielkich firm i obywateli wobec środowiska naturalnego w celu jego ochrony, przy zastosowaniu pokojowych metod manifestowania swoich poglądów. Greenpeace ma biura w 55 krajach na całym świecie.
Organizacja koncentruje się na kampaniach dotyczących problemów ogólnoświatowych, takich jak: zmiana klimatu, wylesienie, przełowienie czy wielorybnictwo komercyjne. W celu utrzymania niezależności Greenpeace nie przyjmuje finansowania ze strony rządów, korporacji i partii politycznych, polegając na indywidualnych darczyńcach (program Direct dialogue). Greenpeace ma status doradczy w Radzie Gospodarczej i Społecznej ONZ i jest jednym z założycieli Accountable Now, globalnej platformy, która wspiera transparentność organizacji pozarządowych.
Greenpeace znany jest z pokojowych akcji bezpośrednich. Celami organizacji są: uzyskanie zmian systemowych (np. w prawie) potrzebnych do zachowania jak największej różnorodności biologicznej oraz zwiększanie świadomości społecznej w kwestiach związanych ze środowiskiem.

## Historia

### Początki
Pod koniec lat 60. XX w. Stany Zjednoczone planowały podziemną próbę broni jądrowej na niestabilnej tektonicznie wyspie Amczitka na Alasce. Pojawiły się obawy, że test mógłby wywołać trzęsienie ziemi i powstanie tsunami. Demonstracja „Don’t Make a Wave” (po polsku: „Nie Róbcie Fali”) licząca 7 tys. osób w 1969 roku zablokowała przejście graniczne w Peace Arch między Kolumbią Brytyjską a Waszyngtonem. Protesty nie powstrzymały USA przed detonacją bomby.
Historia organizacji pozarządowej Greenpeace ma swój początek w kampanii wymierzonej przeciwko testom nuklearnym, prowadzonej przez Komitet „Nie róbcie fali!” (Don’t Make a Wave!), założony przez Jima i Marie Bohlen w Vancouver w 1970 r. i związany z największą w Ameryce Północnej organizacją ekologiczną Sierra Club. Zainteresowanie członków Komitetu skupiło się na wspomnianej wyspie Amczitka w archipelagu Wysp Aleuckich. W obliczu biernej postawy Sierra Clubu wobec kwestii zbrojeń atomowych, Komitet postanowił podjąć działania na własną rękę. Początkowo spotkania członków organizacji odbywały się w domach założycieli, pierwsze biuro zostało otwarte w Vancouver w 1970 roku, a w ciągu pół roku Greenpeace wprowadził się do biurowca w Kitsilano, na przedmieściach Vancouver.
Irving Stowe, jeden z założycieli Greenpeace, zorganizował koncert charytatywny pod nazwą Amchitka, który odbył się 16 października 1970 roku w Pacific Coliseum w Vancouver. Koncert stworzył podstawy finansowe pierwszej kampanii Greenpeace i zapoczątkował tę organizację. Posługując się pieniędzmi zebranymi podczas tamtego wydarzenia, Komitet Don’t Make a Wave wyczarterował statek Phyllis Cormack będący własnością i sterowany przez Johna Cormacka. Wkrótce statek został przemianowany na Greenpeace.
Jesienią 1971 roku statek popłynął w kierunku Amczitki i napotkał Straż Wybrzeża Stanów Zjednoczonych. Z tego powodu, jak i pogarszającej się pogody, załoga zdecydowała się powrócić do Kanady. Na miejscu dowiedzieli się, że wieści o ich podróży spotkały się z sympatią i poparciem dla ich protestu. Po tym Greenpeace próbował dopłynąć do miejsca prób jądrowych innymi statkami, dopóki USA nie zdetonowało bomby. Test atomowy został mocno skrytykowany, a Stany Zjednoczone postanowiły nie kontynuować planów testowych na Amczitce.

### Założyciele i czas powstania
Według Jima Bohlena grupa przyjęła nazwę „Don’t Make a Wave Committee” (Komitet „Nie róbcie fali”) 28 listopada 1969 roku. Oficjalna strona internetowa Greenpeace podaje, że Komitet powstał w 1970 roku. Świadectwo rejestracji datuje powstanie „Don’t Make a Wave” na październik 1970 roku. Sam Greenpeace określa jako „początek” wyprawę protestacyjną z 1971 roku. Według Patricka Moore’a, jak i Rexa Weylera Komitet zmienił nazwę na Greenpeace w 1972 roku. Sama nazwa organizacji wskazuje na dążenie do zachowania środowiska naturalnego (green) przy użyciu metod pokojowych (peace).
Oficjalna strona Greenpeace wymienia jako założycieli Komitetu „Nie Róbcie Fali” Dorothy i Irvinga Stowe’ów, Marie i Jima Bohlenów, Bena i Dorothy Metcalfe’ów oraz Roberta Huntera. Według wypowiedzi Dorothy Stowe, Dorothy Metcalfe, Jima Bohlena i Roberta Huntera, założycielami Komitetu byli Paul Cote, Dorothy i Irving Stowe oraz Marie i Jim Bohlen.
Paul Watson, późniejszy założyciel Sea Shepherd Conservation Society, utrzymuje, że także był jednym z założycieli Komitetu oraz Greenpeace. Wiele źródeł medialnych również przyjmuje tę informację za prawdziwą. Organizacja twierdzi, że Watson był jej członkiem na początku działalności, ale nie jednym z założycieli.
Ponieważ Patrick Moore był jednym z członków załogi pierwszej podróży protestacyjnej odbytej w 1971 roku, a ta podróż jest często nazywana narodzinami Greenpeace, Moore uważa się za jednego z założycieli. Greenpeace wymieniał Moore’a wśród „założycieli i pierwszych członków”, ale później stwierdził, że chociaż Moore był członkiem na początku działalności organizacji, nie był on wśród założycieli Greenpeace w 1970 roku.

### Działania Greenpeace po Amczitce
Po zakończeniu prób jądrowych na Amczitce, Greenpeace skupił się na francuskich testach broni jądrowej na atolu Mururoa w Polinezji Francuskiej. Młoda organizacja potrzebowała pomocy w swoich protestach i skontaktowała się z mieszkającym w Nowej Zelandii Davidem McTaggartem. W 1972 r. jacht Vega, 12,5-metrowy kecz należący do Davida McTaggarta, został przemianowany na Greenpeace III i popłynął w proteście antynuklearnym do strefy wykluczenia w Mururoa, aby podjąć próbę zakłócenia francuskich testów jądrowych. Ta podróż była sponsorowana i organizowana przez nowozelandzki oddział Kampanii na rzecz Rozbrojenia Jądrowego. Francuska flota próbowała przerwać protest na kilka sposobów, w tym zaatakować Davida McTaggarta. McTaggart miał zostać pobity do tego stopnia, że stracił wzrok w jednym oku.
W połowie lat 70. XX w. niektórzy członkowie Greenpeace rozpoczęli niezależną kampanię, Project Ahab, przeciwko komercyjnym połowom wielorybów, ponieważ Irving Stowe był przeciwny koncentracji Greenpeace na kwestiach innych niż broń jądrowa. Po śmierci Irvinga Stowe’a w 1975 roku należący do organizacji statek wypłynął z Vancouver, by zmierzyć się z sowieckimi wielorybnikami na wybrzeżu Kalifornii. Była to pierwsza podjęta przez Greenpeace akcja przeciwko połowom wielorybów. Aktywiści zakłócili połowy, stając pomiędzy harpunami i wielorybami, a nagrania protestów rozprzestrzeniły się po całym świecie. W 1986 roku Międzynarodowa Komisja Wielorybnicza przyjmuje całkowity zakaz przemysłowego połowu waleni. W latach 80. organizacja rozpoczyna działania przeciwko odpadom niebezpiecznym oraz chemicznemu zanieczyszczeniu wody i powietrza, a w 1993 roku wprowadzony zostaje ogólnoświatowy zakaz składowania odpadów niebezpiecznych na dnie mórz. Pod koniec lat 80. organizacja rozpoczyna kampanię na rzecz ochrony lasów pierwotnych, a w roku 1999 Brazylia wprowadza prawo nakładające wysokie kary za nielegalne wycinanie lasów. Gdy w połowie lat 90. organizacja podejmuje kampanię przeciwko wprowadzaniu do środowiska organizmów modyfikowanych genetycznie, w 1997 Austria wprowadza zakaz importu genetycznie modyfikowanej kukurydzy, wkrótce w ślad za Austrią idą kolejne kraje. Na początku lat 90. Greenpeace inicjuje kampanię na rzecz ochrony klimatu i prowadzi ją do dziś, podkreślając, że kryzys klimatyczny jest jednym z największych wyzwań, jakim ludzkość musi stawić czoła.

### Rozwój organizacji
Greenpeace przekształcił się z grupy protestujących w Kanadzie i USA w grupę ekologów, którzy bardziej odzwierciedlali kontrkulturowe i hippisowskie ruchy młodzieżowe z lat 60. i 70. W połowie lat siedemdziesiątych zaczęły się pojawiać na całym świecie niezależne grupy używające nazwy Greenpeace, a w 1977 r. działało ich od 15 do 20.
W 1979 roku Greenpeace w Kanadzie doświadczył poważnych trudności finansowych, co spowodowało spór pomiędzy oddziałami organizacji w różnych krajach w kwestii pozyskiwania funduszy. Ostatecznie doszło do przyjęcia nowej struktury umożliwiającej połączenie rozproszonych komórek pod egidą jednej, wspólnej organizacji o charakterze globalnym. W ten sposób 14 października 1979 roku powstał Greenpeace International z siedzibą w Amsterdamie.

## Statki
Niezwykle istotną rolę w historii Greenpeace odegrały statki, wielokrotnie wykorzystywane do przeprowadzania bądź wspierania kampanii organizacji. Do najsławniejszych należał Rainbow Warrior („Wojownik Tęczy”), trawler zakupiony przez Greenpeace w 1978 roku, który stał się statkiem flagowym organizacji. Po raz pierwszy wypłynął on w rejs w ramach kampanii przeciw połowom wielorybów w okolicach Islandii. W latach 1978–1985 był wykorzystywany m.in. w akcjach bezpośrednich przeciwko składowaniu odpadów toksycznych i radioaktywnych na dnie oceanów oraz przeciw testom z bronią jądrową na Pacyfiku. W lipcu 1985 roku, podczas jednej z pokojowych akcji protestacyjnych przeciw francuskim testom nuklearnym na atolu Mururoa, Rainbow Warrior został zatopiony przez służby specjalne Francji. Wydarzenie miało miejsce w drodze do Polinezji Francuskiej, gdy statek zawinął do portu Auckland w Nowej Zelandii, gdzie dwójka francuskich agentów przymocowała do jego burty bombę. Eksplozja zniszczyła statek, a w jej wyniku zginął Fernando Pereira – fotograf i jeden z członków załogi przebywającej w czasie zamachu na pokładzie. Cała akcja została zaplanowana i wykonana przez rząd francuski i jego służby specjalne. Wkrótce po wykonaniu zadania dwójka agentów została schwytana przez nowozelandzką policję i skazana na 10 lat pozbawienia wolności, z czego spędziła w więzieniu tylko 2 lata. Sprawa zatopienia statku Rainbow Warrior wywołała światowy skandal i niekorzystnie wpłynęła na międzynarodowy wizerunek Francji, której rząd w 1987 roku zgodził się zapłacić Nowej Zelandii odszkodowanie w wysokości 13 mln dolarów nowozelandzkich i oficjalnie przeprosił za dokonanie zamachu bombowego, zaś rodzinie zabitego fotografa wypłacił 2,3 mln franków odszkodowania. Wrak zniszczonego statku pozostał na dnie zatoki Matauri, gdzie posłużył do stworzenia sztucznej rafy. W 1989 roku Greenpeace zdecydował zastąpić go nowym statkiem, również nazwanym Rainbow Warrior (II).

### W użyciu
- Rainbow Warrior (obecnie pływa już trzeci statek noszący tę nazwę, przez co bywa nazywany Rainbow Warrior III[24], zwodowany w 2011 roku, jego kadłub powstał w Stoczni Gdańskiej[25]),
- Arctic Sunrise (lodołamacz zbudowany w 1975 roku, w Greenpeace od 1995 roku),
- Beluga II (towarzyszy Greenpeace od 2004 roku, nazwa oznacza dosłownie „Białuchę”, czyli jeden z gatunków ssaków morskich).

### Wycofane z użytku
- Rainbow Warrior I,

- Rainbow Warrior II,

- Sirius,

- Solo,

- Greenpeace,

- Gondwana,

- Beluga,
- Esperanza

## Cele statutowe najważniejszych kampanii
- Zatrzymanie zmian klimatycznych, zaprzestanie spalania paliw kopalnych i wspieranie rozwoju odnawialnych źródeł energii[26];
- Ochrona różnorodności biologicznej;
- Powstrzymywanie wydobycia surowców w regionie Arktyki[27];
- Ochrona oceanów oraz fauny i flory morskiej, w tym sprzeciw wobec przełowienia[28];
- Ochrona lasów, jak również żyjących w nich zwierząt i roślin oraz pośrednio ludzi od nich zależnych[29];
- Ochrona dzikich zapylaczy[30];
- Sprzeciw wobec wykorzystywania energii atomowej[31];
- Wspieranie rozbrojenia i pokoju poprzez próby zapobiegania przyczynom konfliktów zbrojnych i apele o likwidację wszelkiej broni jądrowej;
- Sprzeciw wobec używania toksycznych związków chemicznych oraz popieranie stosowania ich bezpiecznych substytutów;
- Sprzeciw wobec inwestowaniu w hodowle GMO, promocja rolnictwa ekologicznego poprzez wspieranie i zachęcanie do zakładania tradycyjnych farm, odrzucenie organizmów modyfikowanych genetycznie[32][33].

## Struktura
Greenpeace jest organizacją o zasięgu globalnym. Jej siedziba główna (Greenpeace International) znajduje się w Amsterdamie. Organizacja ma biura w 55 krajach. Biura te są w dużej mierze autonomiczne w prowadzeniu wspólnej globalnej kampanii, odpowiadając na problemy najistotniejsze w danym kraju (np. w ramach kampanii ochrony lasów biuro w Brazylii koordynuje działania w Puszczy Amazońskiej, a biuro w Polsce – w Puszczy Białowieskiej). Pracownicy organizacji wspierani są przez sieć wolontariuszy i wolontariuszek, zrzeszonych w grupach lokalnych oraz działających indywidualnie. Grupy lokalne uczestniczą w kampaniach w swoim regionie oraz w akcjach organizowanych na skalę krajową.
Organizacja jest niezależna finansowo, co oznacza, że nie przyjmuje funduszy od firm, partii politycznych ani korporacji, tylko od indywidualnych, dobrowolnych darczyńców oraz starannie wyselekcjonowanych organizacji pozarządowych. Dzięki temu Greenpeace zachowuje niezależność w wyborze kampanii, którymi się zajmuje, a także w sposobie ich prowadzenia.

## Działania
Greenpeace, prowadząc kampanie, skupia się na kilku konkretnych tematach. Organizacja stosuje pokojowe formy konfrontacji (akcje bezpośrednie, nieposłuszeństwo obywatelskie) w celu ujawnienia zagrożeń dla środowiska naturalnego, podniesienia rangi danego tematu w debacie publicznej i wywarcia nacisku na decydentów. Greenpeace korzysta z wiedzy i doświadczenia ekspertów i naukowców. Organizacja ma własną jednostkę badawczą: Laboratorium Naukowe Greenpeace przy Uniwersytecie Exeter w Wielkiej Brytanii.

### Ochrona klimatu i czysta energia
Greenpeace uważa zmianę klimatu za największy problem środowiskowy, z którym zmierzyć się musi ludzkość. Za naukowcami badającymi klimat organizacja zwraca uwagę na rolę, jaką odgrywają w tym procesie wytwarzane w toku działalności człowieka gazy cieplarniane, zwłaszcza dwutlenek węgla. Jego zawartość w atmosferze rośnie od początku rewolucji przemysłowej przez stale zwiększające się zużycie paliw kopalnych, m.in. węgla w elektrowniach węglowych. Organizacja podkreśla fakt, iż węgiel jest odpowiedzialny za ponad jedną trzecią ludzkiej emisji CO
2 na świecie. Greenpeace, powołując się na wnioski płynące z raportu Międzyrządowego Zespołu ds. Zmian Klimatu, twierdzi, że jeśli kraje należące do OECD, w tym Polska, chcą stawiać czoła zmianie klimatu muszą one zaprzestać budowania i korzystania z elektrowni węglowych do 2030 roku oraz do tego czasu muszą polegać na energetyce z odnawialnych źródeł energii.
W 2013 roku Greenpeace wydał raport „[R]ewolucja Energetyczna dla Polski”, który opisuje zmianę struktury rynku energetycznego opartą na poprawie efektywności energetycznej i stopniowym przechodzeniu na produkcję energii ze źródeł odnawialnych jako realnej alternatywie. Organizacja głosi, iż polska gospodarka nie musi być uzależniona od węgla oraz że nie ma przesłanek technologicznych czy gospodarczych, by utrzymywać miks energetyczny oparty na węglu.
Greenpeace tym samym zachęca rząd do odejścia od energetyki polegającej na węglu i od jego wydobywania, ponieważ eksploatacja oraz spalanie węgla oznacza następujące zagrożenia:
- Wytwarzanie dwutlenku węgla, który, jako gaz cieplarniany, jest główną przyczyną obecnie odczuwalnego kryzysu klimatycznego[40][41][42][46];
- Zwiększenie zanieczyszczenia powietrza[45];
- Opadanie wód gruntowych;
- Utrata różnorodności biologicznej – zanikanie wielu gatunków roślin i zwierząt;
- Wywłaszczenie ludności[47];
- Nieodwracalne zniszczenie gmin i wiosek;

Greenpeace wspiera ludności gmin zagrożonych budową kopalni odkrywkowych w walce o ich prawo do posiadania własności oraz życia w czystym środowisku.
W latach 2014–2015 Greenpeace pod hasłem „Moja szkoła świeci słońcem” zainstalował panele fotowoltaiczne na budynkach dziesięciu szkół, z których siedem znajdowało się na terenach zagrożonych budową kopalni odkrywkowej węgla brunatnego (w gminach Gubin i Brody w województwie lubuskim). Dzięki nowelizacji ustawy o OZE jesienią 2016 roku, szkoły jako pierwsze w Polsce budynki użyteczności publicznej dołączyły do grona prosumentów, czyli jednocześnie producentów i konsumentów energii.
Greenpeace promujący ideę energetyki ze źródeł energii odnawialnych był przez kilka lat obecny także na Pol’and’Rock Festivalu (wcześniejsza nazwa: Przystanek Woodstock), gdzie przy użyciu paneli fotowoltaicznych produkował energię elektryczną ze słońca i zasilał między innymi ładowarnię, w której uczestnicy festiwalu mogli naładować baterie do swoich telefonów.
Greenpeace przeciwstawia się energii atomowej, ponieważ postrzega ją jako ryzykowną, drogą oraz nieodnawialną. Organizacja wskazuje katastrofę elektrowni jądrowej w Czarnobylu z roku 1986 oraz katastrofę elektrowni jądrowej w Fukushimie z roku 2011 jako dowody ryzyka energii nuklearnej dla ludzkiego życia, środowiska oraz ekonomii. Organizacja uważa, że energia atomowa nie ma przyszłości i nie jest kluczowa dla walki z katastrofą klimatyczną.

### Ochrona pszczół i innych zapylaczy
Część oddziałów Greenpeace realizuje od paru lat działania poświęcone ochronie dzikich zapylaczy. W Polsce są one prowadzone są pod szyldem kampanii Adoptuj Pszczołę, której pierwsza edycja odbyła się w 2013 roku. Co roku jesienią prowadzona jest zbiórka środków od prywatnych darczyńców, służąca finansowaniu działań na rzecz ochrony zapylaczy. Każda edycja zbiórki ma inny cel główny. W 2014 r. większość środków została przeznaczona na odnowienie pszczelej populacji w gminie Wschowa oraz działania edukacyjne w lokalnej społeczności. W ramach edycji 2013-2018 zrealizowane zostały następujące działania:
Hotele dla dzikich zapylaczy – w polskich miastach Greenpeace wybudował 16 hoteli dla dzikich zapylaczy, do których dołączyło potem ok. 100 hoteli zbudowanych przez osoby korzystające ze wsparcia oraz materiałów edukacyjnych Greenpeace.
Sadzenie roślin przyjaznych zapylaczom – w ramach drugiej edycji Adoptuj Pszczołę prowadzona była promocja ogrodnictwa miejskiego oraz sadzenia roślin zapewniających pożywienie zapylaczom, połączone z edukacją na temat roślin przyjaznych dla owadów zapylających.
Wielki Spis Zapylaczy – badania, których celem jest diagnoza stanu populacji oraz wpływu czynników środowiskowych i przemysłowych na stan populacji dzikich zapylaczy w Polsce. Jego trzy elementy to:
- monitoring pszczół – oparty na modelu obywatelskiej nauki mechanizm, w ramach którego osoby indywidualne mogą informować o lokalizacji zauważonych zapylaczy[59];
- stanowiska badawcze, realizowane we współpracy z Wydziałem Biologii Uniwersytetu Warszawskiego[60];
- badania próbek pyłków pod kątem obecności w nim substancji szkodliwych dla zapylaczy[61].

Przedstawiciele Greenpeace uczestniczyli w pracach ciał doradczych Ministerstwa Rolnictwa – prowadzili w Parlamencie Europejskim działania na rzecz wprowadzenia zakazu używania neonikotynoidów (został on przedłużony w 2018 r., z możliwością stosowania wyjątków przez państwa członkowskie).
Narodowa Strategia Ochrony Owadów Zapylających – przygotowana przez zespół polskich i zagranicznych ekspertów, przy konsultacjach ze związkami pszczelarskimi, rolnikami oraz zainteresowanymi mieszkańcami Polski w ramach tzw. debat obywatelskich, zawiera diagnozę problemów pszczół i dzikich zapylaczy w Polsce oraz propozycje działań, które mają te problemy rozwiązać.
Organizacja działa także na rzecz rozwijania rolnictwa ekologicznego. Greenpeace uznaje rolnictwo ekologiczne jako alternatywę bardziej korzystną dla środowiska niż rolnictwo przemysłowe. Rolnictwo przemysłowe oznacza wielkopowierzchniowe uprawy monokulturowe, które nieprzyjazne są szczególnie zapylaczom, a także używanie na dużą skalę pestycydów szkodliwych dla środowiska czy nawozów sztucznych.

### Ratowanie lasów naturalnych
Zdaniem wielu organizacji, w tym Greenpeace’u, wylesienie jest jednym z najpoważniejszych problemów, któremu świat musi stawić czoła. Greenpeace nawołuje do obrony lasów naturalnych, ponieważ:
- ich wycinka oraz wypalanie zwiększają presję na zagrożone wyginięciem gatunki zwierząt, które, aby przetrwać, potrzebują dużych obszarów wyjętych poza działalność gospodarczą człowieka[29];
- rdzenni mieszkańcy są przymusowo przesiedlani[29];
- lasy w dużym stopniu przyczyniają się do pochłaniania dwutlenku węgla i retencji wodnej, sprawiając tym samym, że klimat na Ziemi jest stabilniejszy[29].

Greenpeace od początku swojej działalności w Polsce sprzeciwia się komercyjnym wycinkom drzew w Puszczy Białowieskiej. Organizacja postuluje objęcie Puszczy w całości najwyższą formą ochrony parku narodowego, uzasadniając to bogatą różnorodnością biologiczną obszaru. Pierwszym wydarzeniem, które sprawiło, że szeroko pojęta opinia publiczna podjęła dyskusję o przyszłości Puszczy Białowieskiej, był protest aktywistów Greenpeace polegający na rozwieszeniu kilkudziesięciometrowego baneru na Ministerstwie Środowiska w Warszawie w 2010 roku. Organizacja opublikowała raport opisujący, gdzie trafia drewno, pochodzące z Puszczy Białowieskiej, zachęcając odbiorców (m.in. producentów płyt wiórowych, zapałek, węgla drzewnego i mebli) do rezygnacji z tego drewna. Na apel pozytywnie odpowiedziała firma IKEA. Negocjacje organizacji z ówczesnym ministrem środowiska, Andrzejem Kraszewskim, zakończyły się wypracowaniem porozumienia, na mocy którego wycinka drzew została wstrzymana do końca okresu lęgowego ptaków, a także zrewidowano plan wielkości pozyskania drewna w Puszczy. W kwestii poszerzenia Białowieskiego Parku Narodowego na cały obszar Puszczy nie zawarto porozumienia, gdyż istniejące prawo nakłada obowiązek uzyskania zgody lokalnych władz. Dlatego, w ramach obywatelskiej inicjatywy ustawodawczej Greenpeace rozpoczął zbiórkę 100 tys. podpisów pod projektem zmiany Ustawy o Ochronie Przyrody, tak by do poszerzenia parku narodowego nie była niezbędna zgoda samorządów. Organizacji udało się zebrać ponad 200 tys. podpisów, które zostały złożone na ręce Marszałka Sejmu. W Sejmie odbyły się dwa czytania projektu i jedno wysłuchanie publicznie, po czym został on przekazany do prac w komisji. W 2013 r. zapadła decyzja o zawieszeniu prac w komisji na 4 miesiące w celu opracowania przez Ministerstwo Środowiska analiz dotyczących utworzenia czterech nowych parków narodowych. Podkomisja nie zebrała się aż do końca VII kadencji, tj. do dn. 11.11.2015 r. Poskutkowało to dyskontynuacją projektu.
Finalnie trzyletnia kampania Greenpeace zakończyła się kompromisem, w wyniku którego zmniejszono o 60 proc. ilość wycinanych w Puszczy drzew oraz podjęto decyzję o zaprzestaniu regularnej gospodarki leśnej na obszarach ponad stuletnich drzewostanów, które zidentyfikowano na podstawie kryteriów przygotowanych przez naukowców.
Spór wokół Puszczy rozgorzał ponownie w 2015 r., kiedy ówczesny minister środowiska Jan Szyszko zaakceptował aneks Regionalnej Dyrekcji Lasów Państwowych w Białymstoku do Planu Urządzenia Lasu Nadleśnictwa Białowieża na lata 2012–2021, którego efektem miało być kilkukrotne zwiększenie wycinki drzew na terenie Puszczy Białowieskiej, obejmujące również drzewostany stuletnie i starsze. W związku z tymi wydarzeniami Greenpeace rozpoczął nową odsłonę kampanii „Kocham Puszczę”, prowadząc patrole dokumentujące wycinki, zbierając podpisy pod petycją do Premier Beaty Szydło, organizując happening „Największa walentynka w Polsce”. W kwietniu 2016 roku aktywiści Greenpeace ponownie zawiesili baner na Ministerstwie Środowiska. Najszerszym echem odbiła się seria blokad maszyn prowadzących wycinkę w Puszczy wiosną i latem 2017 roku.
19 kwietnia 2016 roku organizacja złożyła skargę do Komisji Europejskiej, argumentując, że decyzja ministra środowiska o zwiększeniu pozyskanie drewna narusza artykuł 6 dyrektywy siedliskowej. 28 lipca 2017 r. Trybunał Sprawiedliwości UE wydał opinię, że zwiększona wycinka w Puszczy może spowodować poważne i nieodwracalne szkody przyrodnicze. Trybunał nakazał zawieszenie wykonywania decyzji ministra środowiska Jana Szyszki z marca 2016 r.

### Ratowanie Arktyki
Greenpeace pod hasłem „Ratuj Arktykę” sprzeciwia się wykorzystywaniu terenów arktycznych do celów wydobywczych, rybołówstwa przemysłowego oraz operacji militarnych. Organizacja domaga się od przywódców światowych w Organizacji Narodów Zjednoczonych uznania obszarów arktycznych za „globalne sanktuarium” oraz ochrony tamtejszej wrażliwej dzikiej przyrody i ekosystemu.
Powodem, dla którego obszary Arktyki są szczególnie cenne, jest przede wszystkim złożona, unikalna oraz wrażliwa przyroda występująca na obszarach północnych. Budowa szybów naftowych wiązałaby się z ogromnym ryzykiem zniszczeń tamtych obszarów, poprzez m.in. wylanie się takiej ropy i w następstwie masową śmierć tamtejszych zwierząt i roślin.
W 2013 roku, gdy firma Shell ogłosiła, iż rozpocznie eksploatację ropy naftowej z obszarów arktycznych, Greenpeace, wraz z innymi organizacjami pozarządowymi, rozpoczął akcje sprzeciwiające się owej decyzji. Strajki trwały do 2015 roku, kiedy to Shell zrezygnował z przedsięwzięcia z powodu zbyt dużych strat finansowych oraz reputacyjnych. Strata firmy już w momencie planowania wynosiła 7 miliardów dolarów.

### Ochrona mórz i oceanów
Greenpeace sprzeciwia się przemysłowym połowom ryb i ssaków wodnych, ponieważ przełowienia grożą wyginięciem wielu gatunków zwierząt morskich. Dodatkowo organizacja wskazuje, iż farmy organizmów morskich dostarczają niekorzystnej dla zdrowia ludzkiego żywności.
Cele organizacji w tej kwestii to:
- Reforma Wspólnej Polityki Rybołówstwa polegająca na zredukowaniu połowów rybnych na morzach i oceanach[87],
- Utworzenie rezerwatów morskich polegających na ochronie osobników zamieszkujących dane obszary oraz utylizacji odpadów w morzu – miejsca służyłyby badaniom naukowym oraz ochronie bogatych w bioróżnorodność gatunków zwierząt morskich[88],
- Poprawienie jakości sprzedawanych obecnie ryb w sklepach poprzez m.in. wycofanie ze sprzedaży gatunków znajdujących się na czerwonej liście[89], wdrożenie zasad odpowiedzialnego pozyskiwania ryb i owoców morza i prawidłowe oznakowanie sprzedawanych produktów, tak aby konsument mógł dokonać świadomego wyboru (obecnie wiele rodzajów ryb sprzedawanych jest pod nazwą handlową innych ryb).

Dodatkowo, Greenpeace sprzeciwia się wielorybnictwu, uzasadniając to tym, że gdy w XX wieku wzrosło zapotrzebowanie na olej z waleni, kraje na całym świecie masowo zaczęły na nie polować. W wyniku tego aktualna populacja płetwali błękitnych stanowi około 1 proc. populacji tego gatunku zwierząt sprzed 150 lat. Organizacja podkreśla, iż przez swoją wrażliwą naturę, małą liczbę potomstwa na rodzinę, zanieczyszczenie wszechoceanu oraz ciągłe polowania na walenie, wymagają one specjalnej ochrony, takiej jak stworzenie specjalnych rezerwatów wodnych oraz zaprzestanie polowania na ssaki wodne.

## Krytyka
Greenpeace jest często krytykowana za to, że jest zbyt radykalną organizacją; za częste działania na granicy ekoterroryzmu; za działania pseudoekologiczne i propagandowe; za obieranie stanowisk w dyskusjach nad ekologią, które nie są ani ekologicznie, ani ekonomicznie właściwe; za krytykę energetyki jądrowej, za krytykę rządów, przemysłu i polityków.
Jeden z pierwszych członków Greenpeace Patrick Moore odszedł z organizacji w 1986 roku, kiedy ta, według Moore’a, zdecydowała poprzeć powszechny zakaz używania chloru w wodzie pitnej, który Moore nazwał „niezbędnym dla naszego zdrowia” i „największą innowacją w historii publicznej opieki zdrowotnej”. Bruce Cox, były dyrektor Greenpeace Kanada, odpowiedział, że organizacja nigdy nie domagała się powszechnego zakazu używania chloru. Moore uważał, że działalność Greenpeace jest motywowana przez politykę, a nie przez naukę, zauważając też że żaden z jego byłych kolegów dyrektorów nie miał wykształcenia naukowego.
W grudniu 2014 roku organizacja podczas swojego protestu umieściła napis „Time for Change! The Future is Renewable” na terenie parku, w którym znajdują się Rysunki z Nazca. Wywołało to ogromne oburzenie w Peru, a organizacja przeprosiła za swój czyn.